# Eisenbahnviadukt Lewin Kłodzki
Der Eisenbahnviadukt Lewin Kłodzki (polnisch Wiadukt w Lewinie Kłodzkim, bis 1945 deutsch Lewin-Viadukt) ist ein Eisenbahnviadukt der Bahnstrecke Kłodzko–Kudowa Zdrój (Glatz–Bad Kudowa) in der Woiwodschaft Niederschlesien in Polen.

## Geschichte
Im Oktober 1904 wurde vermeldet, dass der Viadukt „fast ganz vollendet“ sei. Die Streckeneröffnung erfolgte im Folgejahr.

## Beschreibung
Der Viadukt befindet sich im Mittelteil eines 180°-Bogens der Bahnstrecke zwischen den Bahnhöfen Kulin Kłodzki (Keilendorf) und Lewin Kłodzki (Lewin). Er überführt die Bahnstrecke Kłodzko–Kudowa Zdrój vom Galgenbergtunnel aus über die Bystra und mehrere Straßen ins Tal. Obwohl er deutlich neuer ist als der Viadukt der nah gelegenen Bahnstrecke Kłodzko–Wałbrzych (Glatz–Waldenburg), ist er komplett gemauert und wurde ohne Stahlauflieger erbaut. Von den sechs Steinbogen sind die jeweils äußeren (Nord- und Südseite) nur halb ausgeführt, da sie in den Hang gebaut wurden. 
Der Viadukt ist 120 Meter lang und 27 Meter hoch.